# Jürgen Buchmann

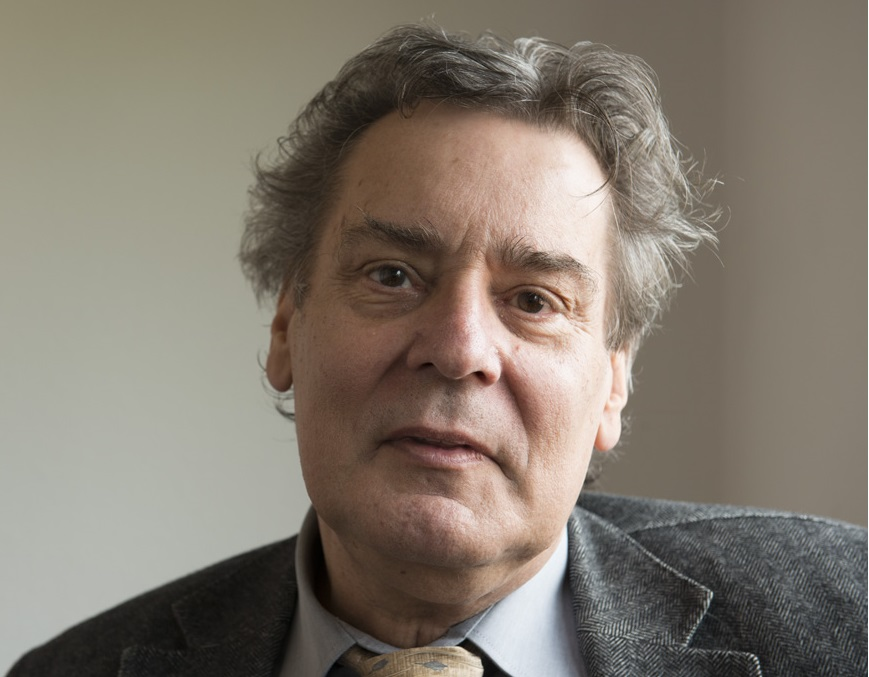
Jürgen Buchmann

Jürgen Buchmann (* 29. Oktober 1945 in Obernkirchen/Schaumburg-Lippe) ist ein deutscher Schriftsteller und Philologe.

## Leben
Jürgen Buchmann wuchs in Lüneburg auf. Er studierte Klassische Philologie und  Philosophie in Hamburg, Tübingen und Konstanz und wurde 1975 an der Universität Konstanz promoviert. Von 1975 bis zum Ruhestand 2005 war er als Dozent für alte Sprachen und Philosophie am Oberstufenkolleg des Landes Nordrhein-Westfalen an der Universität Bielefeld tätig und lebt seitdem als freier Schriftsteller in Werther (Westf.).

## Veröffentlichungen
- Untersuchungen zur Rezeption hellenistischer Epigrammatik in der Lyrik des Horaz. Dissertation Konstanz 1975.

Erzählungen
- Hermannsverfinsterung. Ein Sittenbild aus dem gebirgichten Westfalen. Bielefeld 2008, ISBN 978-3-86039-018-4.*
- Hermannsverfinsterung. Hörbuch, gelesen vom Autor, Bielefeld 2008.
- Grammatik der Sprachen von Babel. Aufgezeichnet nach den Gesprächen des Messer Marco Polo, Edelmann aus Venedig, von der Hand des Maestro Rustichello da Pisa, der auch Rusticiano genannt wird, im Gefängnis zu Genua. Leipzig 2010. * – Übersetzung ins Neugriechische von Simeon Stamboulou, Athen 2019, Ekdosis Gutenberg, als Γραμματική των Γλωσσών της Βαβέλ
- Alles klar in Ostwestfalen. Die geheime Korrespondenz des Quintilius Varus. In: L(i)eben unterm Hermann. Bielefeld 2011. *
- Memoiren eines Münsterländer Mastschweins. freiraum-verlag, Greifswald 2012, ISBN 978-3-943672-00-8. *
- Wird in Afrika Irisch gesprochen? Eine viktorianische Wüsten- und Urwaldposse mit Kanonen und Nilpferd. Leipzig 2012, ISBN 978-3-942901-04-8.
- Encheiridion Vandalicum oder Das Buch von den Wenden. Leipzig 2012, ISBN 978-3-942901-02-4.
- Lüneburger Trilogie: Einschiffung nach Cythera. Phantastische Topographie der Hansestadt Lüneburg. Logbuch vom Meer der Finsternis. freiraum-verlag, Greifswald 2013. *
- Blumen, Früchte, Dornen, Sterne. Eine Nachtfahrt mit Jean Paul, in: Mein Kollege Richter – Schriftsteller über Jean Paul. Wunsiedel, 2013.
- Die peinliche Affäre auf der Grotenburg. Eine erotische Phantasmagorie aus dem Wesergebirge. Leipzig 2013, ISBN 978-3-942901-09-3. *
- Wahrhafftiger Bericht über die Sprache der Elfen des Exter=Thals, nach denen Diariis Seiner Hoch Ehrwürden Herren Martinus Oestermann, weiland Pfarrer an St. Jakobi zu Almena. Leipzig 2014, ISBN 978-3-942901-10-9. *
- Jürgen Buchmann’s Krieg der Gurken. in Szene gesetzt von iwi, Greifswald 2014.
- Grabbe. Eine Heimkehr. In: In der Fremde zu Hause. Künzelsau 2015.
- Junkers Haus. Eine Vernissage. In: Jürgen Scheffler, Gerhard Milting (Hrsg.): Junkerhaus. Künstlerhaus und Gesamtkunstwerk. Bielefeld 2014.
- Arnheim, in: Ostragehege. Zeitschrift für Literatur und Kunst, Heft 93 (III/2019).

Übersetzungen
- Aloysius Bertrand: Gaspard de la Nuit. [1842]. Aus dem Französischen von Jürgen Buchmann. Mit einem Essay des Übersetzers. Leipzig 2011, ISBN 978-3-9813470-9-8. *
- Don Francisco de Quevedo y Villegas: Arschäugleins Freuden und Leiden. [1628]. Aus dem Spanischen von Jürgen Buchmann. Leipzig 2011.
- Prudenci Bertrana: Josafat oder Unsere Liebe Frau von der Sünde. [1906]. Aus dem Katalanischen von Jürgen Buchmann. Mit einem Nachwort des Übersetzers. freiraum-verlag, Greifswald 2013.
- Giambattista Marino, Gaspare Mùrtola: Episteln und Pistolen. Eine barocke Dichterfehde. [1609]. Erstmals aus dem Italienischen übersetzt und mit einem Nachwort versehen von Jürgen Buchmann. Leipzig 2013, ISBN 978-3-942901-10-9.
- M. Wynn Thomas: Morgan Llwyd. Das Buch der drei Vögel [1653]. Ein apokalyptischer Traktat aus der Zeit des Bürgerkriegs. Aus dem Walisischen von Jürgen Buchmann. In: Religion – Staat – Gesellschaft. Band 12/2, Münster 2011.

Aufsätze zu Sprache, Kunst und Literatur
- Lacan à la lettre. Lacan beim Buchstaben genommen. In: RISS. Zeitschrift für Psychoanalyse. Lacan – Freud. Alienation und Separation, Band 63/2, Wien 2006. Durchgesehener Neudruck unter dem Titel Das Geheimnis der Sphinx. Verrätselung und Bedeutung im Werk Jacques Lacans. In: Cahiers Cartésiens, Rheine 2017.
- Einige Überlegungen zur Sprache der Architekturwissenschaft und zum Zusammenhang der Sakralarchitektur Guarino Guarinis mit der mechanistischen Physik. In: IN SITU. Zeitschrift für Architekturgeschichte, 2. Jahrg., Heft 1,  Worms 2010.
- (h)oz. Eine Ergänzung zum mittelbretonischen Personalpronomen. In: Zeitschrift für celtische Philologie. Band 58, Berlin 2011.
- Gaspard de la Nuit ou le soudain. La poétologie d'Aloysius Bertrand. Texte traduit par Lilly Schwedes. In: La Giroflée. (Bulletin de l´association pour la mémoire d´Aloysius Bertrand) No. 5, Automne, Paris 2012.
- Nachwort zur Grammatik der Sprachen von Babel. In: Ausgabe  1. Zeitschrift für Weltverdoppelungsstrategien, Herbst und Winter 2012, Leipzig 2012. *
- Mallarmé. Eine Entmystifizierung. Greifswald 2016.
- Callimachi Manes et Coi sacra Philitae. Ein Interview mit Jürgen Buchmann. In: Eisodos. Zeitschrift für antike Literatur und Theorie. (3), Winterausgabe 2016, S. 1–11.
- Preface to Ivan Glaser, Marx´ Dismissal of Historical Materialism in Capital. A History of Disilllusionment, o. O., 2023.

* Ein alleinverbindlicher Text letzter Hand ist bei der Deutschen Nationalbibliothek in Leipzig hinterlegt.